# Сат, Кустугур Кудерекович
Сат, Кустугур Кудерекович (род. 20 сентября 1938 г.) — поэт, прозаик, переводчик, журналист, член Союза писателей Тувы, член Союза журналистов РФ.

## Биография
Сат Кустугур Кудерекович родился 20 сентября 1938 г. в с. Хондергей Дзун-Хемчикского хошуна Тувинской Народной Республики. Окончил Хондергейскую школу Дзун-Хемчикского кожуна, Кызылский государственный педагогический институт (1964), факультет журналистики Высшей партийной школы при ЦК КПСС в Москве (1970). Работал заместителем редактора газеты «Шын».

## Творчество
Первое стихотворение опубликовано в газете «Сылдысчыгаш» в начале 60-х годов, в 1969 г. вышла книга стихов «Аныяк чуректер» («Молодые сердца»). Стихи отличаются тонким поэтическим чувством. Основные темы его стихов — любовь к Отчизне, героизм народа, братство и дружба людей. Перевёл на тувинский язык произведения Л. Толстого, С. Маршака, Л. Кассиля, С. Михалкова, И. Гончарова, И. Кожевникова, В. Санги, Б. Морозова.
Награждён медалью «За доблестный труд». Заслуженный работник Республики Тыва (2000). Член Союза Журналистов РФ. Отличник печати СССР.

### Основные публикации
Аныяк чуректер шулуктер. — Кызыл: ТывНУЧ, 1969. −162 ар.
Молодые сердца стихии

### Переводы
1.Кассиль Л. Белен бодунар, мындаагылар!; тоожу / Л.Кассиль; очул. К.Сат; ред. К-Э. Кудажы. — Кызыл: ТывНУЧ, 1969. −149 ар.
Будьте готовы, Ваше высочество: повесть.
2.Кожевников В. Пётр Рябнинкин: тоожу / В. Кожевников; очул. К.Сат; ред. К. С. Делгер-оол. — Кызыл: ТывНУЧ, 1971. −164 ар.
Пётр Рябнинкин: повесть.
3.Толстой Л. Иван Ильичининнин мочээни: тоожу / Л.Толстой; очул. К.Сат, С.Куулар, М. Смирнова; ред. Д.Ондар. — Кызыл: ТывНУЧ, 1974. — 136 ар.
Смерть Ивана Ильича: повесть.
4. Санги В. Чеди чуглуг куш: тоожулар / В. Санги; очул. Ю.Сат; редактор С. Сандю. — Кызыл: ТывНУЧ, 1977. — 144 ар.
Семипёрая птица: повести
5. Калинин А. Дайын уржуу: тоожулар /А. Калинин; очул. К.Сат, В. Сёрен, ред. А.Даржый. — Кызыл: ТывНУЧ, 1978. — 182 ар.
Эхо войны : повести.
6. Гончар О. Ынакшылдын эрии: роман / О.Гончар; очул. К. Сат; ред. А.Даржай. — Кызыл: ТывнУЧ, 1979. — 256 ар.
Берег любви : роман.
7. Михалков С. Оннуум-биле кады: шулуктер / С. Михалков; очул. Ю.Хомушку, К.Сат , М. Хомушку; ред. А.Даржай. — Кызыл: ТывНУЧ, 1981. — 67 ар.
Мы с приятелем: стихи.
8. Василевская В. Челээш: тоожу, чечен чугаалар / В. Васильевская; очул Н. Хенчек-Кара , А. Дембирэль, К. Сат , М, Хомушку; ред. Э.Донгак. — Кызыл: ТывНУЧ, 1982. — 236 ар.
Радуга : повесть, рассказы.
9. Маршак С.: Челээш: шулуктер/ С.Маршак; очул. К. Сат; ред. К. Донгак. — Кызыл: ТывНУЧ, 1982. — 36 ар.
Радуга: стихи.
10. Морозов Б. Марат Казей: чечен чугаа / В. Морозов; очул. К. Сат; ред. А. Сат. Кызыл: ТывНУЧ . — 1984. — 20 ар.
Марат Казей: рассказ.
11. Корольков Ю. Лёня Голиков: чечен чугаа / Ю.Корольков; очул. К. Сат;
ред. А. Сат. — Кызыл: ТывНУЧ, 1984. −16 ар.
Лёня Голиков: рассказ.
12. Гончаров И. Аас-кежиктиг агдаглал: тоожулар / И.Гончаров; очул. Л. Кызыл-оол, И. Монгуш, К.Сат. — Кызыл: ТывНУЧ, 1984. — 127 ар.
Счастливая ошибка: повесть
13. Герднер Эрл. Улуур ыт: тоожу / Эрл Гарднер; очул. К. Сат. — Кызыл: ТывНУЧ, 1996. −160 ар.
Опасная собака: повесть.